# Veszprém FC
Der Veszprém FC (kurz VFC; ungarisch Veszprémi Labdarúgó és Sportszervező Kft. ‚Veszprém Fußball- und Sportveranstaltung‘, kurz VLS) ist ein ungarischer Fußballverein aus der Stadt Veszprém, der am 7. Januar 1912 unter dem Namen Vegyész FC gegründet wurde. In den Jahren 1988 bis 1993 spielte der Club in der ersten Fußball-Liga Ungarns (NB I.). Derzeit spielt VLS Veszprém in der dritten Fußball-Liga Ungarns (West) Nemzeti Bajnokság III. 2005 war der Verein insolvent, wurde aber komplett erneuert.

## Stadion
Der VLS trägt seine Heimspiele im 1923 eröffneten Veszprémi Városi Stadion aus, welches eine Kapazität für insgesamt 4000 Zuschauer bietet. Im Stadion gibt es 1500 Sitzplätze und 2500 Stehplätze.

## Personal
Der Geschäftsführer des VLS ist Irmes Zsolt, der Haupttrainer der ersten Mannschaft ist Tamás Orbán.
Die beiden Starspieler des Teams sind Zoltán Molnár (Verteidigung) und Péter Bali (Angriff).